# 5427 Jensmartin
5427 Jensmartin (1986 JQ) là một tiểu hành tinh vành đai chính bên trong được phát hiện ngày 13 tháng 5 năm 1986 bởi P. Jensen ở Brorfelde. Tiểu hành tinh được đặt tên Jens Martin Knudsen, nhà nghiên cứu vũ trụ và Sao Hỏa người Đan Mạch.